# Ärztegenossenschaft
Ärztegenossenschaften sind freiwillige Zusammenschlüsse niedergelassener Ärzte, die sich gemeinsam unternehmerisch betätigen. Oberstes Ziel dieser Genossenschaften ist die Wahrnehmung der Interessen ihrer Mitglieder sowie die Förderung und Verbesserung der medizinischen Versorgung in Deutschland.
Ärztegenossenschaften haben keinen gesetzlichen Auftrag im Rahmen der ambulanten Versorgung, können aber dennoch im Sinne des Fünften Buches Sozialgesetzbuch (SGB V) Teile der ambulanten Versorgung übernehmen. Ärztegenossenschaften handeln als Wirtschaftsunternehmen. Sie finanzieren sich nicht aus den Beiträgen zur gesetzlichen Krankenversicherung, sondern aus eigenen wirtschaftlichen Aktivitäten und/oder Beiträgen ihrer Mitglieder.

## Geschichte
Bereits das Zweite GKV-Neuordnungsgesetz 1997 (2. NOG) hatte das Ziel, neue Versorgungsstrukturen im ambulanten Bereich durch eine stärkere Vernetzung von niedergelassenen Ärzten – sogenannte Praxisnetze oder Arztnetze – zu fördern.  Der Begriff Praxisnetz ist nicht gesetzlich definiert und bietet den beteiligten Vertragspartnern einen großen Spielraum in der Gestaltung ihrer Zusammenarbeit. Vor diesem Hintergrund entstanden in den Folgejahren die ersten Arztnetze mit unterschiedlichen Organisationsformen. Vor dem Hintergrund des Gedankens der Wirtschaftlichkeit formierten sich Arztnetze zunehmend auch als Genossenschaften.
In dem Bewusstsein, dass die Freiberuflichkeit eine wesentliche Stütze zum Erhalt des Gesundheitssystems ist, wurde am 24. Mai 2000 die erste landesweit agierende Ärztegenossenschaft in Schleswig-Holstein gegründet. Zu den Gründungsmitgliedern zählten 1.200 niedergelassene Ärzte und Psychotherapeuten aus Schleswig-Holstein. Die Motivation bestand in der Entwicklung einer unabhängigen basisdemokratischen Unternehmensstruktur neben den Kassenärztlichen Vereinigungen (KVen), denen als Körperschaften öffentlichen Rechts im SGB V nicht die Aufgabe der Interessensvertretung ihrer Mitglieder zugeschrieben wird.

„Bemerkenswert: Die Gründung einer starken Parallelorganisation zur Kassenärztlichen Vereinigung ging vom Vorstand der KV Schleswig-Holstein, den Kreisstellenvorständen und bereits bestehenden Praxisnetzen aus. Zielsetzung war eine Gesellschaftsform auf freiwilliger Basis als Alternative zu den 'Einkaufsmodellen' der Krankenkassen. Es war eine deutliche und bedeutsame Reaktion auf den von der Politik erteilten diffusen Sicherstellungsauftrag für die Gesundheitsversorgung.“

Mittlerweile gibt es landesweit agierende Ärztegenossenschaften in zahlreichen Bundesländern.
Zum 19. Januar 2010 hat sich die Ärztegenossenschaft Schleswig-Holstein eG nach Fusion mit der Ärztegenossenschaft Hamburg e.G. umbenannt in Ärztegenossenschaft Nord eG.

## Organisation
Ärztegenossenschaften sind entsprechend dem Genossenschaftsgesetz strukturiert. So haben Ärztegenossenschaften einen Vorstand, einen Aufsichtsrat und eine Generalversammlung.
Der Vorstand führt die Geschäfte der Ärztegenossenschaft. Er setzt sich aus Mitgliedern der Ärztegenossenschaft zusammen und übt seine Tätigkeit in der Regel ehrenamtlich aus. Die meisten Vorstandsmitglieder sind als niedergelassene Ärzte tätig und erhalten sich dadurch die Nähe zur Patientenversorgung und deren Problemen.
Der Aufsichtsrat überwacht die Arbeit des Vorstandes. Er benennt die Mitglieder des Vorstandes und beruft diese ggf. ab. Der Aufsichtsrat vertritt die Interessen der Mitglieder gegenüber dem Vorstand. Auch der Aufsichtsrat einer Ärztegenossenschaft setzt sich in der Regel aus niedergelassenen Ärzten zusammen, die ehrenamtlich der Genossenschaftsarbeit nachgehen.
Die Generalversammlung ist das höchste Organ der Ärztegenossenschaft. In der Regel besteht sie aus allen Mitgliedern der Ärztegenossenschaft, also den niedergelassenen Ärzten. Vorstand und Aufsichtsrat müssen ihre Arbeit mindestens einmal im Jahr vor der Generalversammlung darstellen, um dann für das zurückliegende Wirtschaftsjahr entlastet zu werden.

## Ziele
Die Ziele einer Ärztegenossenschaft können im Detail von Unternehmen zu Unternehmen unterschiedlich sein. Alle Ärztegenossenschaften haben jedoch im Sinne des Genossenschaftsgesetzes das Ziel, den Geschäftsbetrieb ihrer Mitglieder zu fördern. In der Umsetzung gehören hierzu beispielsweise die Organisation des gemeinsamen Einkaufs der Mitglieder der Genossenschaft sowie auch die Übernahme von Versorgungsaufgaben in der ambulanten Versorgung durch den Abschluss so genannter Selektivverträge mit den gesetzlichen Krankenversicherungen. Gewinnerzielungsabsichten haben die Ärztegenossenschaften meist nicht, sondern setzen die erwirtschafteten Finanzmittel zur Förderung der Versorgungsstrukturen in der jeweiligen Region ein, in der die Ärztegenossenschaft ihre Wirkung entfaltet. Im Einzelnen werden die Ziele in der Satzung der Ärztegenossenschaft geregelt.
Die meisten Ärztegenossenschaften haben auch das Ziel, die Selbstständigkeit für den Berufsstand des niedergelassenen Arztes zu erhalten. Es werden politische Aktivitäten entwickelt, wie z. B. gemeinsame Protestveranstaltungen im Rahmen der bundesweiten Ärzteproteste in den Jahren 2006 und 2009.

## Unternehmensbereiche
Ein typisches Beispiel genossenschaftlichen Handelns ist die Organisation des gemeinsamen Einkaufs. Ziel ist es hierbei, durch Bündelung der Nachfrage z. B. bessere Einkaufskonditionen oder auch bessere Rahmenbedingungen zu verhandeln. Oft werden dafür Tochterunternehmen in Form von Dienstleistungsgesellschaften gegründet. Typische Beispiele dafür sind die drei Tochterunternehmen der Ärztegenossenschaft Nord: die ädg Dienstleistungsgesellschaft mbH & Co.KG (Praxisausstattung, Versicherungen, Lohnbuchhaltung, Seminare), die bundesweit agierende Q-Pharm AG (Pharmaunternehmen, Generika) und die mediageno Verlags GmbH (Verlag und Mediendienstleister im Gesundheitswesen).
Nicht selten wird von Ärztegenossenschaften im Rahmen eines Unternehmensbereiches Geld verdient, um es an anderer Stelle für strukturfördernde Maßnahmen wieder einzusetzen. Ein typisches Feld für solche strukturfördernden Maßnahmen ist die Förderung von Praxisnetzen. Ziel solcher Praxisnetze ist es u. a., die regionale Patientenversorgung zu verbessern und die Zusammenarbeit zwischen Haus- und Fachärzten, Krankenhäusern, Pflegeeinrichtungen usw. zu fördern. Insbesondere im Zusammenhang mit den steigenden Anforderung an die Versorgung einer immer älter werdenden Bevölkerung kommt der Rolle der Praxisnetze eine immer größer werdende Bedeutung zu.
Auch beim Abschluss von Selektivverträgen geht es um die Verbesserung der Versorgung der Bevölkerung. In Selektivverträgen werden zwischen Ärztegenossenschaften und gesetzlichen Krankenkassen Vereinbarungen getroffen, die abweichende Regelungen zu den auf Bundesebene vereinbarten Leistungen der gesetzlichen Krankenversicherungen enthalten. Demzufolge handelt es sich häufig um innovative Versorgungsformen, die nicht selten in den Bereichen Prävention oder telemedizinische Anwendungen angesiedelt sind.